# Tâm Anh
Tâm Anh ( 29 tháng 7 năm 1948 -  17 tháng 6 năm 2006) là một nhạc sĩ nhạc vàng trước năm 1975. Ông được biết đến nhiều qua ca khúc "Phố đêm" và chuỗi ca khúc "Chuyện tình..."

## Cuộc đời
Ông tên thật là Trần Công Tâm, sinh ngày 29 tháng 7 năm 1948 tại Sài Gòn.
Thời trẻ, ông học Trường Kỹ thuật Phú Thọ. Học xong, ông ra làm ngành thuế vụ một thời gian thì nghỉ.
Năm 1968, ông ra mắt bài hát "Phố đêm" cũng là bài hát nổi tiếng nhất trong sự nghiệp sáng tác. Bài hát được hãng dĩa Sóng Nhạc ký độc quyền thâu âm với tiếng hát Bạch Lan Hương. Sau đó ông viết tiếp bài "Trái mộng tầm tay" nhưng không thành công.
Đến năm 1970, ông lập nhóm Nghệ Thuật với các chương trình ca nhạc thành công (thường gọi chung là "Băng nhạc Tâm Anh"). Kỳ đầu tiên chủ đề "Những chuyện tình không đoạn kết" chính là tên một bài hát của ông. Tiền kiếm được từ những chương trình này đều được ông quyên góp một phần vào các chương trình từ thiện xã hội.
Năm 1974, Tâm Anh còn kết hợp cùng nhạc sĩ Tuấn Khanh để thực hiện băng nhạc Tuấn Khanh, được 3 cuốn nhưng không mấy thành công.
Sau sự kiện 30 tháng 4 năm 1975, Tâm Anh về làm ở Hợp tác xã sản xuất xe đạp Trường Sơn. Khi hợp tác xã giải thế, ông chuyển sang làm đội trưởng đội thi công xây dựng cho đến lúc về hưu.
Năm 2005, ông khiếu nại ca sĩ Đàm Vĩnh Hưng do sử dụng ca khúc "Phố đêm" nhưng ghi tên tác giả khác và sửa lời.
Nhạc sĩ Tâm Anh qua đời ngày 17 tháng 6 năm 2006.

## Băng nhạc Tâm Anh
- Nghệ Thuật 1 Những chuyện tình không đoạn kết
- Nghệ Thuật 2 Những chuyện tình không dĩ vãng
- Nghệ Thuật 3 Những chuyện tình không hối tiếc
- Nghệ Thuật 4 Những chuyện tình không suy tư
- Nghệ Thuật 5 Những chuyện tình không đam mê
- Nghệ Thuật 6 Nhạc chọn lọc
- Nghệ Thuật 7 Máu và nước mắt
- Nghệ Thuật 8 Quê hương và chiến tranh
- Nghệ Thuật 9 Nghệ thuật tất niên 1971
- Nghệ Thuật 10 Nhạc tuyển Tâm Anh
- Nghệ Thuật 11 Nhạc hòa tấu khiêu vũ
- Nghệ Thuật 12 Quê hương và hòa bình

## Sáng tác
- Chuyện tình không dĩ vãng (1970)
- Chuyện tình không đam mê (1970)
- Chuyện tình không đoạn kết (1970)
- Chuyện tình không hối tiếc (1970)
- Chuyện tình không suy tư (1971)
- Chuyện tình đầu
- Chuyện tình mong manh
- Chuyện tình yêu
- Cõi vĩnh hằng
- Cùng loài hoa máu
- Đối diện người tình
- Giang hồ (1970)
- Giấc mơ không đến hai lần
- Hãy ngủ đi em
- Khi tôi chết[3]
- Lệ tình
- Lời trần tình cho anh
- Máu và nước mắt
- Men chua
- Một mình độc thoại
- Một lần yêu vạn lần sầu
- Nếu ai thương ai
- Như một giấc mơ
- Núi ngủ ven đồi
- Nửa bước đường tình (Lệ tím) (1971)
- Phố đêm (1968)
- Quê hương chiến tranh
- Quê hương hoà bình
- Say nguồn
- Tình đẹp quê hương
- Tình mộng
- Trái mộng tầm tay
- Tưởng niệm (1970)
- Vết chân son (1970)
- Ước vọng